# 嫩江路駅
嫩江路駅（のんこうろ-えき）は上海市楊浦区に位置する上海地下鉄8号線の駅である。

## 駅構造
相対式ホーム2面2線の地下駅。出口は4箇所ある。

## 歴史
- 2007年12月29日 - 開業[1]。

## 交通
バスは28、61、139、522、537、538、577、726、758、813、817、842、851、854、870、大橋三線で乗れる。

## 隣の駅
上海地下鉄
■8号線
市光路駅 - 嫩江路駅 - 翔殷路駅